# Stefan Nemanja
Pour les articles homonymes, voir Stefan et Étienne.

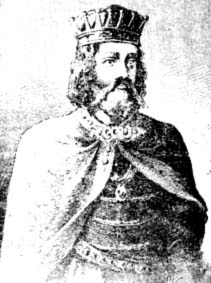
Stefan Nemanja.

Stefan Nemanja, en français Étienne Némania, en serbe cyrillique Стефан Немања (né vers 1113 ou 1114 - mort le 13 février 1199), est un souverain de la principauté médiévale serbe de Rascie à partir de 1166, fondateur de la dynastie des Nemanjić. Durant son règne, il unifie les principales principautés serbes et acquiert une large autonomie.
Il se retire dans un monastère en 1196 sous le nom de Syméon, puis fonde avec son fils Saint Sava le monastère de Hilandar sur la Sainte Montagne. L'Église orthodoxe l'a canonisé sous le nom de saint Syméon le Myroblyte. Il meurt dans le monastère de Hilandar sur la Sainte Montagne le 13 février 1199. Il est fêté le 27 janvier sous le calendrier Julien.

## Origine
Nemanja est né à Ribnica, aujourd'hui Podgorica est le fils de Zavida. Il a trois frères : Tihomir, Stracimir et Miroslav. 
Il est d'abord baptisé selon le rite catholique, puis il est baptisé dans le respect du rite orthodoxe à Ras dans l'église Saint-Pierre.

## Postérité
Il est le fondateur de la dynastie des Nemanjić. Il laisse cinq enfants dont trois fils qu'il a avec sa femme Ana :
- Stefan Ier Nemanjić et Stefan Vukan qui règnent sur la Serbie ;
- Saint Sava, le saint patron fondateur de l'Église orthodoxe serbe.

et deux filles :
- Efimija Nemanjić, se marie à Thessalonique avec le despote d'Épire ;
- une dernière fille dont le nom a été oublié, épouse d'un bojar de Skopje.

## Conquête et établissement du pouvoir
Nemanja a autorité sur les territoires orientaux de la Serbie. En 1163, Manuel Ier Comnène donne à Nemanja la région de Dubročica pour fief héréditaire, il lui donne aussi le titre de Zupan. Nemanja mène alors sa propre politique sur ses terres sans en débattre avec ses frères Tihomir, Stracimir et Miroslav. Il fait construire plusieurs églises et monastères pour consolider le christianisme orthodoxe, notamment le monastère de Saint-Nicolas dans les environs de Kuršumlija ou l'église de la Sainte Vierge. Sa politique d'indépendance vis-à-vis de ses frères, les décide à agir contre lui. Ils le font enfermer, mais Nemanja réussit à s'enfuir et à regagner ses terres. À partir de là, il chasse ses frères et se proclame grand Zupan en 1166.
Manuel Ier reçoit Tihomir qui le convainc de la trahison de Nemanja envers lui. L'empereur de Constantinople offre alors une aide militaire à Tihomir, des latinikons francs, mercenaires turcs et grecs. En septembre 1168, les armées de Tihomir et de Nemanja se rencontrent dans le Nord du Kosovo dans la région de Zvečan près du village de Pantino. Nemanja l'emporte. Dans sa tentative d'échapper à Nemanja, Tihomir se noie dans la rivière de Sitnica.
Nemanja décide alors que l'empereur ne méritait plus son soutien, car il a encouragé ses frères contre sa politique d'autonomie, alors que c'est Manuel, lui-même, qui a donné à Nemanja l'autonomie en lui offrant la région de la Dubrocica.
Il décide de se libérer de la tutelle de l'Empire grec, il profite de la guerre entre Venise et Constantinople en 1171. Allié à Étienne III de Hongrie, Nemanja se prépare à marcher sur les terres grecques, lorsque la mort du roi de Hongrie le laisse seul en face de Manuel. Il décide alors de négocier avec Manuel Ier, après lui avoir exprimé sa soumission, Nemanja est invité à Constantinople par l'Empereur où il lui pardonne et lui donne le titre de grand Zupan. Par la suite, Nemanja reste fidèle à sa parole jusqu'à la mort de l'empereur Manuel.

La Serbie de Nemanja.

## Réaffirmation de son autorité
En 1176, à son retour, Nemanja obéit à Manuel qui lui a demandé de pardonner à ses deux autres frères. Il nomme Miroslav, Prince de Hum, l'actuelle Herzégovine, et Stracimir, Prince de la Morava de l'Ouest. Nemanja pousse aussi Prvoslava, le fils de Tihomir à renoncer à son héritage en sa faveur. La même année, il poursuit aussi les bogomiles, plus connus en Occident sous le nom de cathares, qu'il chasse définitivement de ses terres, après avoir eu l'accord de l'Assemblée.

## La campagne deNiš
En 1183, Nemanja décide de participer aux côtés de la Hongrie à une guerre contre l'Empire grec. En effet, Manuel Ier Comnène est décédé en 1180, Nemanja n'est plus lié à sa promesse envers le nouvel Empereur byzantin, Alexis II Comnène. Les deux armées occupent, au profit de la Serbie, la ville et la région de Niš. Les Grecs sont en déroute, mais devant les portes de Sofia le Roi de Hongrie Béla III est renversé par des manœuvres diplomatiques et financières par Constantinople. Nemanja continue alors seul la guerre contre Byzance, il ne vise pas Sofia, mais poursuit son objectif d'unir les terres serbes, il s'empare des régions autour de la ville de Vranje, toute la vallée de la Morava sur les deux rives, du Kosovo, de Hvosno et Lab que l'on appelle aujourd'hui la Métochie.

## La campagne de l'Adriatique
Après avoir récupéré une importante partie des terres peuplées de Serbes dans l'est, Nemanja décide de reprendre à Byzance les terres qui l'avaient vu naître : les terres de l'ancienne Dioclée qui sont, pour lui, celles de ses ancêtres.
En 1184, l'armée des trois frères (Miroslav et Stracimir a rejoint Nemanja dans cette campagne), est devant les murs de la riche République de Dubrovnik. La ville est orthodoxe et peuplée de Serbes, comme toute la région. Jalouse et fière de son indépendance, elle résiste à l'armée de Nemanja deux fois de suite. En effet, après un premier échec en 1184, Nemanja revient en 1185 devant ces murs, pour subir un nouvel échec militaire.
En 1186, Nemanja décide alors de libérer les autres villes de la région de la Zeta qui sont encore sous la domination byzantine de Michel III Vojislav, roi de Dioclée. L'armée serbe prend les villes de Danj, Sard (hu), Skadar, Svač (hr) et Ulcinj avec une surprenante rapidité, puis un peu plus tard Bar.

## Conquête de l'autonomie serbe vis-à-vis de Byzance
Nemanja joue des rivalités de la Hongrie et de Byzance pour préserver son autonomie. En 1190, il reçoit avec faste à Nis l'empereur Frédéric Barberousse, en partance pour Jérusalem pour la 3e croisade, et lui propose de devenir son vassal si leurs armées attaquent ensemble Byzance. Barberousse refuse poliment l'invitation de son hôte et le quitte en bons termes pour reprendre sa route vers Jérusalem.
En 1190, Constantinople n'étant plus menacée par Barberousse qui s'est noyé dans la rivière Saleph en Asie Mineure, lance une reconquête dans les Balkans. Nemanja, battu à la bataille de la Morava, négocie avec l'empereur Isaac II Ange et doit rendre une partie de ses dernières conquêtes, mais reçoit en échange la reconnaissance de son autonomie. Son second fils Stefan épouse ainsi la princesse Eudoxie, nièce d'Isaac et fille du futur empereur byzantin Alexis III Ange, qui lui attribue en 1195 le titre de Sébastokrator.

## Vœux monastiques et canonisation

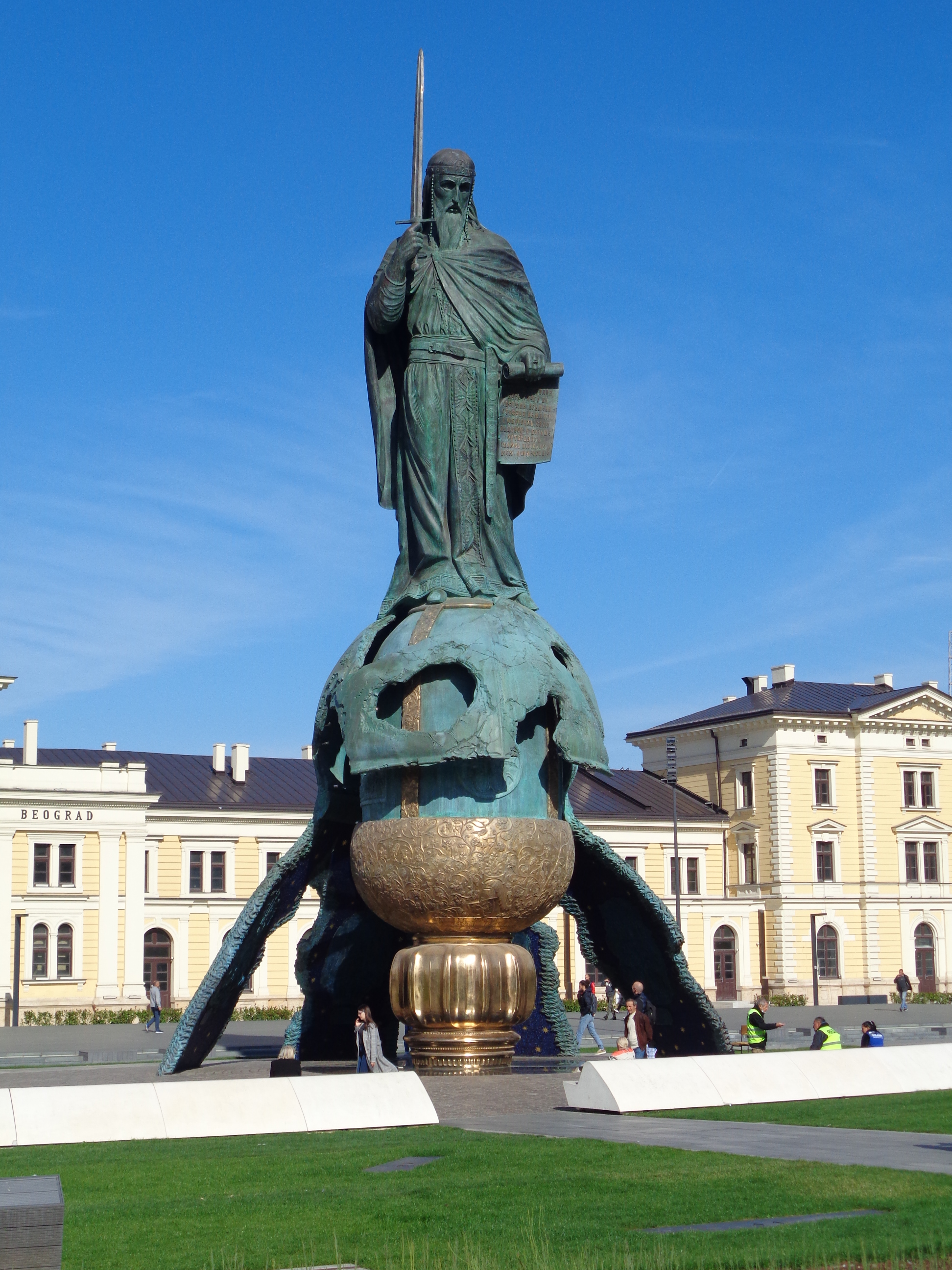

En 1195, Alexis III Ange monte sur le trône de Constantinople. Nemanja a alors plus de 80 ans. Lors de l'Assemblée de 1196, il fait part de son intention de passer la main à son fils Stefan et de se consacrer à la vie monastique. Il donne à Vukan, son fils aîné, l'autorité sur la Dioclée et à Rastko, la région de Hum, future Herzégovine.
Sa vie de moine débute à Studenica, où il prend le nom de Syméon, mais même dans cette vie monastique où il pense peut-être, retrouver la méditation et la paix, il est rejoint par son passé et l'action. Son fils Rastko donne à son tour la région de Hum à son frère Vukan et part pour le Mont Athos dans le Monastère de Vatopedi. Il demande à son père de venir le rejoindre.
Tous les deux restaurent le Monastère de Hilandar et deviennent les mécènes du Mont-Athos. En deux ans, Syméon a fait de la Serbie l'un des piliers de la chrétienté orthodoxe. Saint Sava poursuit avec talent l'œuvre de son saint père. Le 13 février 1199, Syméon s'éteint à Hilandar. Immédiatement, ses fils demandent qu'il soit proclamé saint. Cela est fait : « Saint Syméon le Myroblyte » était inscrit au calendrier, célébré le 13 février.

### L'expulsion des hérétiques Bogomiles
Les bogomiles serbes, chassés de Serbie par les Stefan, viennent s'installer en Bosnie et y fondent un foyer qui prend rapidement de l'essor. Cela tendit les relations entre les deux princes serbes Kulin (ban) et Stefan. La sœur de Kulin était mariée au frère du prince Stefan Nemanja, Miroslav, prince de Zachlumie.

### Sources
- Dušan T. Bataković, Histoire du peuple serbe, Éd. L'âge d'homme  (ISBN 282511958X).
- Georges Castellan, Histoire des Balkans, XIVe – XXe siècle, Éd. Fayard  (ISBN 2213605262).
- Vladimir Ćorović, L'histoire illustrée des serbes (deuxièmes livre de Nemanja à 1389), Éd. Politika  (ISBN 8633125218).
- Donald M. Nicol, Les Derniers siècles de Byzance, 1261-1453, Éd. les Belles Lettres  (ISBN 2251380744).
- (en) Florin Curta, Southeasterne Europe in the Middle Ages 500-1250 Cambridge University Press  (ISBN 9780511222788) p. 333-338.